# Akram Roumani
Akram Roumani (Fès, 1º aprile 1978) è un ex calciatore marocchino, di ruolo difensore.

## Carriera

### Club
Ha cominciato la propria carriera in Marocco, proseguendola in Belgio e nei Paesi Bassi, prima di concluderla nella propria terra natale.

### Nazionale
Con la Nazionale marocchina ha partecipato alle Olimpiadi del 2000 e alla Coppa d'Africa nel 2002 e nel 2004.

## Palmarès

### Club

#### Competizioni nazionali
- Campionato belga: 1

Genk: 2001-2002